# Moj mali poni: Prijateljstvo je čarolija
Moj mali poni: Prijateljstvo je čarolija ili Moj mali poni: Prijateljstvo je magija (engl. My Little Pony: Friendship Is Magic; akronim MMP: PJČ ili MMP: PJM, engl. MLP: FIM) je kanadsko-američka animirana televizijska serija razvijena od strane Loren Faust. Serija je četvrta generacija (engl. Generation 4, skraćeno G4) u franšizi. Serija je premijerno emitovana 10. oktobra 2010. na američkom kanalu .
U Srbiji je ukupno emitovano 169 epizoda u sedam sezona, a sezona 8 je imala premijeru 24. marta 2018. u Sjedinjenim Američkim Državama. Osma sezona je svoju premijeru u Srbiji imala 5. oktobra 2019. godine na kanalu Minimaks. Postoji i spin-of franšiza Devojke iz Ekvestrije. Dugometražni film baziran na crtanoj seriji emitovan je 6. oktobra 2017. u bioskopima širom Amerike, a 12. oktobra 2017. u bioskopima u Srbiji.
Seriju prate mnogobrojni fanovi uzrasta 13—35 godina koji sebe nazivaju bronijima.
Serija poseduje i nastavak pod nazivom Moj mali poni: Život ponija.

## Likovi
Serija se vrti oko jednoroga Tvajlajt Sparkl (u Mini sinh. Večernja Iskra, engl. Twilight Sparkle), njenog pomoćnika zmaja po imenu Spajk (u Mini sinh. Bodlja, engl. Spike) i njenih prijateljica iz Ponivila:
- Rejnbou Deš (u Mini sinh. Šarenlota, engl. Rainbow Dash), pegaz poni koji teži da bude deo Vonderbolta, poznatog letećeg tima;
- Reriti (u Mini sinh. Divna, engl. Rarity), glamurozni jednorog sa smislom za modu;
- Flateršaj (u Mini sinh. Tihana, engl. Fluttershy), stidljiv i plašljiv pegaz poni koji voli prirodu i brine o životinjama;
- Pinki Paj (u Mini sinh. Rozeta, engl. Pinkie Pie), hiperaktivni zemaljski poni koji voli žurke;
- Epldžek (u Mini sinh. Jabuklina, engl. Applejack), zemaljski poni koji radi na farmi jabuka njene porodice.

Ostali glavni likovi su Krusejdersi, koji se sastoje od Epldžekine mlađe sestre Epl Blum (u Mini sinh. Jabučica), Reritine mlađe sestre Sviti Bel (u Mini sinh. Slatka Bela) i Rejnbou Dešine polu-sestre Skutalu. Dva alikorna koja vladaju Ekvestrijom, Tvajlajtina učiteljica princeza Selestija, i njena mlađa sestra Luna se takođe često pojavljuju; još jedan alikorn, princeza Kejdens (u Mini sinh. Kadenca), predstavljena je u epizodi „Venčanje u Kanterlotu” i nadgleda Kristalno Carstvo uz njenog muža Šajning Armora, Tvajlajtinog starijeg brata. U premijeri sezone 5 „Slatka mapa” pojavljuje se Starlajt Glimer (u Mini sinh. Svetlica), antagonista, koja kasnije postaje učenica Tvajlajt Sparkl u finalu sezone „Poseta iz prošlosti”.
Mnogi prijatelji, rodbina i ostali stanovnici Ponivila se često pojavljuju uključujući Epldžekinog starijeg brata Mekintoša i baku Greni Smit; Čerili, učiteljica Krusejdersa i neprijatelji Dajmond Tijara i Silver Spun; gradonačelnica Ponivila, Major Mejr. Ostali važni likovi koji nisu iz Ponivila uključuju samozvanu „veliku i moćnu” Triksi; zebru Zekoru koja živi u Everfri šumi; Vonderbolti Spitfajer i Soren; Mod, Pinki Pajina starija sestra. Glavnih šest likova takođe suočavaju mnoštvo zlikovaca poput Nesklada, koji kasnije postaje protagonista i veoma dobar prijatelj Flateršaj.
Serija takođe obuhvata preko 200 sporednih likova, a mnogi postali su omiljeni fanovima i pojavljuju se kao glavni likovi u specijalnoj stotoj epizodi crtane serije „Bitne stvari u životu”.

## Uloge
| Ime lika        | Studio                                             | (S1-2)                                              | (S3-4)                                            | (S5-6)                                              | (DVD)              |
| --------------- | -------------------------------------------------- | --------------------------------------------------- | ------------------------------------------------- | --------------------------------------------------- | ------------------ |
| Tvajlajt Sparkl | Mariana Aranđelović                                | Milena Moravčević                                   | Mina Lazarević                                    | Mina Lazarević                                      | Mila Manojlović    |
| Pinki Paj       | Jelena Jovičić                                     | Milena Moravčević                                   | Mirjana Stojanović                                | Milena Moravčević                                   | Andrijana Oliverić |
| Flateršaj       | Jelena Jovičić                                     | Aleksandra Tomić (dijalozi) Jelena Petrović (pesme) | Mirjana Stojanović                                | Milena Moravčević                                   | Andrijana Oliverić |
| Reriti          | Snežana Nešković (S1-2, 4-8) Milena Živanović (S3) | Dragana Milošević (dijalozi) Ana Milenković (pesme) | Nataša Balog (dijalozi) Mina Lazarević (pesme)    | Nataša Balog (dijalozi) Mina Lazarević (pesme)      | Marina Vodeničar   |
| Epldžek         | Aleksandra Širkić                                  | Jelena Petrović (dijalozi) Ana Milenković (pesme)   | Nataša Balog (dijalozi) Mina Lazarević (pesme)    | Nataša Balog (dijalozi) Mina Lazarević (pesme)      | Ana Marković       |
| Rejnbou Deš     | Aleksandra Širkić                                  | Jelena Petrović (dijalozi) Ana Milenković (pesme)   | Ana Simić Korać (dijalozi) Mina Lazarević (pesme) | Ana Simić Korać (dijalozi) Mina Lazarević (pesme)   | Mila Manojlović    |
| Spajk           | Snežana Nešković                                   | Dragana Milošević                                   | Snežana Nešković                                  | Dragana Milošević (dijalozi) Mina Lazarević (pesme) | Dragana Zrnić      |
| Selestija       | Jelena Jovičić                                     | Milica Čalija                                       | Ana Simić Korać (dijalozi) Mina Lazarević (pesme) | Ana Simić Korać (dijalozi) Mina Lazarević (pesme)   | /                  |
| Luna            | Snežana Nešković (S1-2, 4-8) Milena Živanović (S3) | Jelena Petrović                                     | Snežana Nešković                                  | Dragana Milošević (dijalozi) Mina Lazarević (pesme) | /                  |
| Kejdens         | Aleksandra Širkić                                  | /                                                   | Ana Simić Korać (dijalozi) Mina Lazarević (pesme) | Ana Simić Korać (dijalozi) Mina Lazarević (pesme)   | /                  |
| Epl Blum        | Jelena Jovičić                                     | Milica Čalija (dijalozi) Ana Milenković (pesme)     | Mina Lazarević                                    | Mina Lazarević                                      | /                  |
| Sviti Bel       | Aleksandra Širkić                                  | Snežana Knežević                                    | Snežana Nešković                                  | Dragana Milošević (dijalozi) Mina Lazarević (pesme) | /                  |
| Skutalu         | Snežana Nešković (S1-2, 4-8) Milena Živanović (S3) | Aleksandra Tomić                                    | Nataša Balog (dijalozi) Mina Lazarević (pesme)    | Nataša Balog (dijalozi) Mina Lazarević (pesme)      | /                  |
| Nesklad         | Marko Marković                                     | Milan Tubić                                         | Marko Marković                                    | Marko Marković                                      | /                  |
| Starlajt Glimer | Snežana Nešković                                   | /                                                   | /                                                 | Snežana Nešković (S5) Iva Stefanović (S6)           | /                  |
| Triksi          | Jelena Jovičić                                     | Milica Čalija                                       | Mirjana Stojanović                                | Milena Moravčević                                   | /                  |

## Spisak epizoda
Ova animirana serija se trenutno sastoji od osam sezona i 196 epizoda. (Računajući epizodu Najbolji poklon svih vremena)
| Sezona | Sezona | Epizode | Premijerno prikazivanje (SAD) | Premijerno prikazivanje (SAD) | Premijerno prikazivanje (SRB, CG, BIH, MKD) | Premijerno prikazivanje (SRB, CG, BIH, MKD) |
| Sezona | Sezona | Epizode | Prva epizoda                  | Poslednja epizoda             | Prva epizoda                                | Poslednja epizoda                           |
| ------ | ------ | ------- | ----------------------------- | ----------------------------- | ------------------------------------------- | ------------------------------------------- |
|        | 1      | 26      | 10. oktobar 2010.             | 6. maj 2011.                  | 11. decembar 2011.                          | 10. mart 2012.                              |
|        | 2      | 26      | 17. septembar 2011.           | 21. april 2012.               | 28. oktobar 2012.                           | 9. decembar 2012.                           |
|        | 3      | 13      | 10. novembar 2012.            | 16. februar 2013.             | 5. decembar 2013.                           | 8. decembar 2013.                           |
|        | 4      | 26      | 23. novembar 2013.            | 10. maj 2014.                 | 21. februar 2015.                           | 18. mart 2015.                              |
|        | 5      | 26      | 4. april 2015.                | 28. novembar 2015.            | 2. april 2016.                              | 30. april 2016.                             |
|        | 6      | 26      | 26. mart 2016.                | 22. oktobar 2016.             | 29. maj 2016.                               | 11. mart 2017.                              |
|        | 7      | 26      | 15. april 2017.               | 28. oktobar 2017.             | 5. oktobar 2017.                            | 30. oktobar 2017.                           |
|        | 8      | 26      | 24. mart 2018.                | 13. oktobar 2018.             | 5. oktobar 2019.                            | TBA                                         |
|        | 9      | 26      | 6. april 2019.                | 12. oktobar 2019.             | TBA                                         | TBA                                         |

## Emitovanje i sinhronizacija
Crtana serija je sinhronizovana na preko 50 jezika i emitovana je širom sveta.
U Srbiji, Hrvatskoj, Crnoj Gori, Bosni i Hercegovini i Severnoj Makedoniji je 11. decembra 2011. premijerno emitovana sinhronizovana verzija na kanalu Minimaks TV. Sinhronizaciju je producirao studio Studio. Nema DVD izdanja. U srpskoj sinhronizaciji glasove pozajmljuju mnogi glasovni glumci, uključujući: Jelenu Jovičić, Marijanu Aranđelović, Snežanu Nešković, Aleksandru Širkić, i Milana Antonića.
Kasnije, 2012. godine, emitovana je nova srpska sinhronizacija u istim državama na kanalu TV Mini. Sinhronizaciju je producirao Laudvorks i sinhronizovane su prve dve sezone, a izdavačka kuća BDR Medija je objavila kolekciju DVD-jeva. Nekoliko epizoda iz ove dve sezone nisu emitovane na TV Mini, niti objavljene na DVD-u. U Crnoj Gori ova sinhronizacija emitovana je i na televizijama A1, RTCG i Elmag Kids u Srbiji na Pink Super Kids, a u Bosni i Hercegovini na Pink BH, RTRS i RTV TK. Blu haus je 2015. za TV Mini sinhronizovao sezone 3 i 4. U junu 2017. je isti studio za TV Mini sinhronizovao i sezone 5 i 6, sa delimično promenjenom glumačkom postavom. Peta sezona je preskočena, te je emitovana samo šesta. Peta sezona se od 31. marta 2020. emituje na Dexy TV. Od februara 2018, šesta sezona se emituje na RTS 2. U srpskoj sinhronizaciji sezona 1 i 2 glasove posuđuju mnogi glumci, uključujući: Milenu Moravčević (kao Tvajlajt Sparkl i Pinki Paj), Jelenu Petrović (kao Epldžek, Rejnbou Deš i Princeza Luna), Draganu Milošević (kao Reriti i Spajk), Aleksandru Tomić (kao Flateršaj), Milicu Čaliju (kao Princeza Selestija), Milana Tubića (kao Big Mekintoša), i Anu Milenković.
U novembru 2014. godine, HRT 2 premijerno emitovao je prvu sezonu crtane serije na teritoriji Hrvatske. Sinhronizaciju je radio studio Novi mediji, Zagreb. Prvu sezonu je u novembru 2017. sa novom sinhronizacijom kompanije Livada produkcija emitovao kanal RTL Kockica.
U Bosni i Hercegovini je crtana serija emitovana sa sinhronizacijom na bošnjačkom jeziku, na kanalima Federalna TV i Hajatovci. U ovoj državi su emitovane i sve srpske i hrvatske sinhronizacije.
U Severnoj Makedoniji, televizija Sitel je 2016. godine emitovala treću, četvrtu i petu sezonu, sinhronizovanu od strane studija Klarion. U ovoj sinhronizaciji glasove Epldžek i Rejnbou Deš pozajmili su muškarci. U Severnoj Makedoniji su emitovane i sve srpske sinhronizacije.
Postoje dve slovenačke sinhronizacije, a emitovane su na kanalima POP TV i Minimaks TV. POP TV je emitovao prvu sezonu.
U Slovačkoj, prvu sezonu je prikazala televizija Plus, a drugu JOJ TV. Minimaks je takođe prikazivao crtani.
U Mađarskoj, sinhronizaciju prve dve sezone radio je studio BTI, a sezona 3-6 studio Sabvej. Crtani je imao premijeru 11. decembra 2011. na kanalu Minimaks. Takođe se prikazivao na kanalu Jim Jam od 17. oktobra 2016, KiwiTV od 1. maja 2017 i .
Postoje dva vojs-overa na bugarski jezik. Serija je premijerno emitovana 2013. godine na kanalu Super7. Za sada je samo prva sezona potvrđena da je emitovana. Crtani je sa novim vojs-overom emitovan na kanalu .
U Češkoj, studio BÄR s.r.o. sinhronizovao je sezone 1, 2 i 6; a studio SDI Media Czech Republic sezone 3, 4 i 5. Ova sinhronizacija je prikazivana na Minimaks TV, , i .
Postoje dve sinhronizacije na ruski jezik. Prva sinhronizacija je premijerno emitovana 2. januara 2012. na Karusel TV, a kasnije i na Ani i TiJi kanalima u Rusiji, na 31Канал u Kazahstanu i na Tuntunik u Jermeniji. Greb and Creative Group Company je sinhronizovao prve četiri sezone, a petu i šestu SV - Double. Druga sinhronizacija je vojs-over, u kom sve uloge tumači Jekaterina Kordas. Pet sezona je sinhronizovano i emituje se na KidZone TV.
Prvih sedam sezona serije su sinhronizovane i na ukrajinski jezik. Serija se emituje od 28. januara 2013. godine na kanalu PlusPlus. Prve četiri sezone je sinhronizovao studio Майстер-Відео, a petu, šestu i sedmu, studio .
U Poljskoj, serija je premijeru imala 15. oktobra 2011. na kanalu . Pojedine epizode su emitovane i na kanalu teleTOON+, 13. septembra 2014. godine. TVP abc emituje seriju od 24. oktobra 2015, a Polsat JimJam od 1. novembra 2016. godine. Prve tri sezone je sinhronizovao Master Film, a sezone 4-7 SDI Media Group.
Serija je 16. decembra 2011. imala premijeru na kanalu Minimaks u Rumuniji. Prvih šest sezona je sinhronizovano i emitovano. Sinhronizaciju je radio studio .
Postoji i Demo DVD za područje bivše Jugoslavije koji uključuje epizodu „Velika proslava” na srpskom, hrvatskom i slovenačkom jeziku. Srpsku sinhronizaciju te epizode za pomenuti DVD radio je studio Laudvorks.

## Igračke i roba
Marka je zaradila preko milijardu američkih dolara u maloprodajnim radnjama u 2014. i 650 miliona američkih dolara u 2013. Linije igračaka četvrte generacije dobijaju nove inkarnacije skoro svake godine. Uvoznik igračaka za Srbiju i Crnu Goru je Dexy Co.

## Spoljašnje veze
- Zvanični veb-sajt
- Moj mali poni: Prijateljstvo je čarolija na sajtu  (jezik: engleski)
- Moj mali poni: Prijateljstvo je čarolija na veb-sajtu  (jezik: engleski)